# Schneßnitz
Schneßnitz ist eine Ortschaft in der Gemeinde Straßburg im Bezirk St. Veit an der Glan in Kärnten. Die Ortschaft hat 26 Einwohner (Stand 1. Jänner 2024).

## Lage
Schneßnitz liegt im Nordwesten der Gemeinde Straßburg, auf dem Gebiet der Katastralgemeinde Straßburg Land, hoch am Mödringbergzug, an den Quellbächen des Langwiesenbachs. 
Zum Ort gehören die Höfe Kogelbauer (Nr. 1), Kogel-Keusche (Nr. 2), Gulter (Nr. 4), Koller-Hube (früher: Gerolter, Nr. 5), Soldernig-Keusche (Nr. 6), Reibnegger-Hube (Nr. 7), Modl-Hube (Nr. 8), Salzer (Nr. 9), Grabner-Keusche (Nr. 11), Tschrieschnigg-Hube (Nr. 12), Soldernig-Hube (Nr. 13), Zwatz-Hube (Nr. 15), Wieser-Hube (Nr. 16), Koller-Hube (Nr. 17), Steiner-Hube (Nr. 18) und Waldfriede (Nr. 20).

## Geschichte
Seit Gründung der Ortsgemeinden Mitte des 19. Jahrhunderts gehört Schneßnitz zur Gemeinde Straßburg.

## Bevölkerungsentwicklung
Für die Ortschaft ermittelte man folgende Einwohnerzahlen:
- 1869: 18 Häuser, 158 Einwohner[2]
- 1880: 18 Häuser, 162 Einwohner[3]
- 1890: 17 Häuser, 155 Einwohner[4]
- 1900: 18 Häuser, 136 Einwohner[5]
- 1910: 20 Häuser, 138 Einwohner[6]
- 1923: 19 Häuser, 121 Einwohner[7]
- 1934: 107 Einwohner[8]
- 1951: 14 Häuser, 88 Einwohner[9]
- 1961: 16 Häuser, 79 Einwohner[10]
- 2001: 15 Gebäude (davon 13 mit Hauptwohnsitz) mit 15 Wohnungen; 44 Einwohner und 1 Nebenwohnsitzfall; 14 Haushalte; 0 Arbeitsstätten, 11 land- und forstwirtschaftliche Betriebe[11]
- 2011: 14 Gebäude, 33 Einwohner, 11 Haushalte, 0 Arbeitsstätten[12]
- 2021: 13 Gebäude, 29 Einwohner, 12 Haushalte, 7 Arbeitsstätten[13]